# Polygonum ekimianum
Polygonum ekimianum är en slideväxtart som beskrevs av E. Leblebici, H. Duman och Z. Aytaç. Polygonum ekimianum ingår i släktet trampörter, och familjen slideväxter. Inga underarter finns listade i Catalogue of Life.